# یواس‌اس موالا (دی‌دی-۶۹۳)
یواس‌اس موالا (دی‌دی-۶۹۳) (به انگلیسی: USS Moale (DD-693)) یک کشتی بود که طول آن ۱۱۴٫۸ متر (۳۷۷ فوت) بود. این کشتی در سال ۱۹۴۴ ساخته شد.